# Бімелен
Бімелен (нім. Bimöhlen) — громада в Німеччині, розташована в землі Шлезвіг-Гольштейн. Входить до складу району Зегеберг. Складова частина об'єднання громад Бад-Брамштедт-Ланд.
Площа — 17,23 км2. Населення становить 1008 ос. (станом на 31 грудня 2020).